# Thịnh Mỹ
Thịnh Mỹ là một xã thuộc huyện Hưng Nguyên, tỉnh Nghệ An, Việt Nam, đến 1/7/2025 đã ngừng hoạt động.
Tên của xã được ghép từ tên của hai xã cũ là Hưng Thịnh và Hưng Mỹ.

## Lịch sử
Ngày 24 tháng 10 năm 2024, xã Thịnh Mỹ được thành lập sựa trên nghị quyết số 1243/NQ-UBTVQH15 về việc sắp xếp đơn vị hành chính cấp huyện, cấp xã của tỉnh Nghệ An giai đoạn 2023–2025 do Ủy ban Thường vụ Quốc hội ban hành (nghị quyết này có hiệu lực thi hành từ ngày 1 tháng 12 năm 2024) và chính thức đi vào hoạt động vào ngày 25/12/2024:
- Thành lập xã Thịnh Mỹ trên cơ sở nhập toàn bộ diện tích tự nhiên là 5,18 km², quy mô dân số là 5.141 người của xã Hưng Mỹ và toàn bộ diện tích tự nhiên là 4,41 km², quy mô dân số là 5.825 người của xã Hưng Thịnh. Sau khi thành lập, xã Thịnh Mỹ có diện tích tự nhiên là 9,59 km² và quy mô dân số là 10.966 người.
- Xã Thịnh Mỹ giáp các xã Hưng Nghĩa, Phúc Lợi, Thông Tân, thị trấn Hưng Nguyên và thành phố Vinh.
Năm 2025, xã Hưng Nguyên được thành lập theo Nghị quyết số 1678/NQ-UBTVQH15 của Ủy ban Thường vụ Quốc hội Việt Nam, ban hành ngày 16 tháng 6 năm 2025. Theo đó, sắp xếp toàn bộ diện tích tự nhiên, quy mô dân số của thị trấn Hưng Nguyên và các xã Hưng Đạo, Hưng Tây, Thịnh Mỹ thuộc huyện Hưng Nguyên trước đây thành một xã mới có tên gọi là xã Hưng Nguyên.

## Hành chính
Xã Thịnh Mỹ gồm 10 xóm: 1, 2, 3, 4, 5, Xuân Tân, Mỹ Thịnh, Mỹ Giang, Mỹ Thanh, Mỹ Thượng.
1. ↑  45/2008/NĐ-CP
2. 1 2
3. ↑  Tổng cục Thống kê
4. ↑  xaydungchinhsach.chinhphu.vn (ngày 28 tháng 11 năm 2024). "Nghị quyết 1243/NQ-UBTVQH sắp xếp đơn vị hành chính tỉnh Nghệ An". xaydungchinhsach.chinhphu.vn. Truy cập ngày 6 tháng 7 năm 2025.
5. ↑  xaydungchinhsach.chinhphu.vn (ngày 20 tháng 6 năm 2025). "Nghị quyết số 1678/NQ-UBTVQH15 sắp xếp các ĐVHC cấp xã của tỉnh Nghệ An năm 2025". xaydungchinhsach.chinhphu.vn. Truy cập ngày 6 tháng 7 năm 2025.